# Karol de Leon
Karol (Charles) de Léon-Denuelle (ur. 15 grudnia 1806 w Paryżu, zm. 14 kwietnia 1881 w Pontoise) – hrabia, najstarszy syn cesarza Napoleona I.
Jego matka, Eleonore Denuelle de la Plaigne (1787–1868), była lektorką w domu siostry Napoleona Karoliny Murat, która osobiście pośredniczyła w nawiązaniu romansu między bratem a nauczycielką domową.
W roku 1806 Eleonora urodziła syna Karola, jako ojca podając cesarza. Nie cieszyła się najlepszą reputacją, więc Napoleon nie chciał początkowo uznać syna i zezwolić na nadanie mu swego imienia; chłopiec na chrzcie otrzymał tylko pół imienia cesarskiego – Léon. Potem (ok. 1814), gdy młodzieniec zaczął wykazywać wysokie podobieństwo rysów do cesarza, ten zmienił zdanie, mianując go hrabią i zabezpieczając roczną rentą 75 000 franków w złocie, której Karolowi nigdy nie wypłacono, gdyż wkrótce po zapisie upadła monarchia napoleońska.
Od roku 1815 Karol wychowywał się okresowo w domu babki, matki Napoleona, która też potem – wraz z jego przyrodnim bratem Aleksandrem Walewskim i ojczymem Walewskiego hrabią d’Ornano finansowała mu studia w Heidelbergu. Studiów nie ukończył i zajął się ryzykownymi projektami, jak konstrukcją okrętów podwodnych, na czym stracił wielkie pieniądze. Próbował kariery oficerskiej, ale go wkrótce zwolniono ze względu na nieposłuszeństwo, z tych samych powodów relegowano go później z seminarium duchownego, gdy nagle zapragnął zostać księdzem.
Karol de Leon przebywał potem w Londynie, gdzie po przegranym procesie ze swoją matką o spadek dostał się do więzienia dla dłużników, gdzie przesiedział dwa lata, po czym musiał zamieszkać w przytułku dla bezdomnych. Finansowo wspierał go jego kuzyn – Ludwik Napoleon Bonaparte.
W roku 1848 Karol powrócił do Francji i zajął się polityką jako działacz partii socjalistycznej, zaciętych przeciwników kuzyna, prezydenta Ludwika Napoleona. Szybko zrezygnował z kariery politycznej i prowadził odtąd wraz z żoną Françoise Fanny Jonet (1831–1899) życie wagabundy w Anglii, Niemczech i Italii.
Po roku 1870 wrócił do Francji i zamieszkał w Pontoise, gdzie zmarł. Pochowany jest w grobowcu rodzin Denuelle i Léon na cmentarzu Père-Lachaise w Paryżu. Miał czworo dzieci. Jego wnuk Charles de Léon (1911–ok. 1980) był ostatnim z tej linii Bonapartów.